# فرودگاه کارکاسون
فرودگاه کارکاسون (به انگلیسی: Carcassonne Airport) (به زبان بومی: Aéroport de Carcassonne) یک فرودگاه همگانی با کد یاتا CCF است که یک باند فرود آسفالت دارد و طول باند آن ۲۰۵۰ متر است. این فرودگاه در شهر کارکاسون کشور فرانسه قرار دارد و در ارتفاع ۱۳۲ متری از سطح دریا واقع شده‌است.

## شرکت‌های هواپیمایی و مقصدهای پروازی
| شرکت‌های هواپیمایی                    | مقصدهای پروازی |
| ------------------------------------ | --- |
| آتلانتیک ایر اسیستنس                 | اس سینیا وهران |
| شبه‌جزیره ایبری اجرا توسط ایر نوستروم | فصلی: آلیکانته-الچه |
| رایان‌ایر                             | بروکسل جنوب شرلروآ، دوبلین، ادینبرو (آغاز از ۳۱ اکتبر ۲۰۱۷), استانستد لندن، منچستر، فرنسیسکو جسا کارنئیرو فصلی: کرک، ایست میدلند، گلاسگو |